# Eugénisme aux États-Unis
L'eugénisme aux États-Unis est issu du mouvement social qui prétend améliorer les caractéristiques génétiques des populations humaines par l'élevage sélectif et la stérilisation. Il repose sur l'idée qu'il est possible de faire la distinction entre des éléments « supérieurs » et « inférieurs » de la société. Cette pratique joue un rôle important dans l'histoire et la culture des États-Unis avant sa participation à la Seconde Guerre mondiale. Il s'agit du premier pays où sont mis en place des politiques eugénistes.
L'eugénisme est pratiqué aux États-Unis de nombreuses années avant les programmes eugéniques de l'Allemagne nazie et les programmes américains sont pour une grande partie une source d'inspiration pour cette dernière,,. Stefan Kühl a documenté le consensus entre les politiques raciales nazies et celles des eugénistes dans d'autres pays, dont les États-Unis, et souligne que les eugénistes considéraient les politiques et les mesures nazies comme la réalisation de leurs objectifs et exigences.
Durant l'ère progressiste de la fin du XIXe siècle et du début du XXe siècle, l'eugénisme est considéré comme une méthode de préservation et d'amélioration des groupes dominants dans la population. Il est maintenant généralement associé à des éléments racistes et nativistes (puisque le mouvement était dans une certaine mesure une réaction à un changement du type d'émigration en provenance d'Europe) plutôt qu'à une génétique scientifique.

## Histoire

### Premiers partisans
Le mouvement eugéniste américain est enraciné dans les idées déterministes biologiques de Francis Galton qui remontent aux années 1880. Après avoir étudié les classes supérieures de Grande-Bretagne, Galton est arrivé à la conclusion que leurs positions sociales étaient dues à une combinaison génétique supérieure. Les premiers partisans de l'eugénisme croient que par l'élevage sélectif l'espèce humaine doit diriger sa propre évolution. Ils ont tendance à croire en la supériorité génétique des peuples nordiques, germaniques et anglo-saxons, soutiennent une politique de stricte immigration et les lois anti-métissage ainsi que la stérilisation contrainte des pauvres, des handicapés et « immoraux ». L'eugénisme est également soutenu par des intellectuels Afro-Américains tels que W. E. B. Du Bois, Thomas Wyatt Turner (en) et de nombreux universitaires du Tuskegee Institute, de l'université Howard et de l'université de Hampton. Ils croient toutefois que les meilleurs Noirs sont aussi bons que les meilleurs Blancs et que les « dixièmes talentueux » de toutes les races devraient se mélanger. W. E. B. Du Bois croit que « seuls les Noirs aptes devraient procréer pour éradiquer l'héritage d'inéquité morale de la race »,.
Le mouvement eugéniste américain reçoit un financement important provenant de diverses fondations d'entreprise dont la Carnegie Institution, la Fondation Rockefeller et la fortune d'Edward Henry Harriman provenant de ses activités dans le secteur ferroviaire. En 1906 John Harvey Kellogg fournit des fonds pour aider à la création de la « Race Betterment Foundation » à Battle Creek (Michigan). L'« Eugenics Record Office (en) » (ERO) est fondé à Cold Spring Harbor (New York) en 1911 par le réputé biologiste Charles Davenport avec l'argent provenant à la fois de la fortune de Harriman et de la Carnegie Institution. Jusque dans les années 1920, l'ERO reste l'une des principales organisations du mouvement eugéniste américain,. Au cours des années qui suivent, l'ERO recueille une masse de pedigrees familiaux et conclut que ceux des « inaptes » sont issus de milieux économiquement et socialement pauvres. Des eugénistes tels que Davenport, le psychologue Henry H. Goddard, Harry H. Laughlin (en) et le défenseur de l'environnement Madison Grant (tous bien considérés en leur temps) commencent à faire pression pour que soient appliquées diverses solutions au problème des « inaptes ». Davenport est en faveur de restrictions à l'immigration et de la stérilisation comme méthodes primaires. Goddard se prononce pour la ségrégation dans son étude intitulée la famille Kallikak (en). Grant favorise tout ce qui précède et plus encore, entretient même l'idée d'extermination. L'« Eugenics Record Office » devient ultérieurement le « Cold Spring Harbor Laboratory ».
L'eugénisme est largement accepté dans la communauté universitaire américaine. En 1928, 376 cours universitaires distincts dans certaines des écoles de premier plan des États-Unis, comptant plus de 20 000 étudiants, comprennent l'eugénisme dans leur curriculum. Ce mouvement a cependant des détracteurs scientifiques (notamment, Thomas Hunt Morgan, l'un des rares Mendeliens à explicitement critiquer l'eugénisme), bien que la plupart de leurs objections portent davantage sur ce qu'ils considèrent comme la méthodologie brute des eugénistes et la désignation de presque toutes les caractéristiques humaines comme héréditaires plutôt que sur l'idée même d'eugénisme.
En 1910, il existe un réseau important et dynamique de scientifiques, réformateurs et professionnels engagés dans des projets eugénistes à l'échelle nationale qui promeuvent activement la législation eugéniste. L'« American Breeder’s Association » est le premier organisme eugénique aux États-Unis, établi en 1906 sous la direction du biologiste Charles B. Davenport. L'ABA est formé spécifiquement pour « enquêter et faire rapport sur l'hérédité dans la race humaine et souligner la valeur du sang de qualité supérieure et la menace pour la société du sang inférieur ». Parmi ses membres figurent Alexander Graham Bell, David Starr Jordan président de l'université Stanford et Luther Burbank,. L'Association américaine pour l'étude et la prévention de la mortalité infantile est l'une des premières organisations à commencer à enquêter sur les taux de mortalité infantile en termes d'eugénisme. Elle soutient l'intervention du gouvernement pour essayer de promouvoir la santé des futurs citoyens.
Plusieurs réformateurs féministes préconisent un programme de réforme légale relativement à l'eugénisme. La « National Federation of Women’s Clubs », la « Woman’s Christian Temperance Union (en) » et la « National League of Women Voters (en) » sont quelques-unes des diverses organisations féministes à l'échelon national et local qui - à un moment donné - font pression pour des réformes eugéniques.
L'une des féministes les plus importantes à défendre le programme eugénique est Margaret Sanger, à la tête du mouvement américain de contrôle des naissances. Elle considère le contrôle des naissances comme un moyen d'empêcher que des enfants non désirés ne naissent dans une vie défavorisée et intègre le langage de l'eugénisme pour faire avancer le mouvement,. Sanger vise également à décourager la reproduction des personnes qui, croit-on, pourraient transmettre des maladies mentales ou de graves défauts physiques. Elle prône la stérilisation dans les cas où le sujet est incapable d'utiliser le contrôle des naissances. Contrairement à d'autres eugénistes, elle rejette l'euthanasie. Pour Sanger, ce sont les femmes individuelles et non l'État qui doivent déterminer si oui ou non elles doivent avoir un enfant,.
Dans le Sud profond, les associations de femmes jouent un rôle important dans la mobilisation de soutien à la réforme juridique eugéniste. Les eugénistes reconnaissent l'influence politique et sociale de ces femmes du Sud dans leurs communautés et les utilisent pour aider à appliquer l'eugénisme dans la région. Entre 1915 et 1920, les clubs de femmes fédérés dans chaque État du Sud profond ont un rôle essentiel dans la création d'institutions publiques eugéniques séparées en fonction du sexe. Le Comité législatif de la fédération des clubs de femmes de l'État de Floride réussit par exemple à convaincre d'instaurer une institution eugénique pour les handicapés mentaux séparés en fonction du sexe. Leur but est de séparer les hommes et les femmes handicapés mentaux afin de les empêcher de se reproduire et de donner naissance à des « faibles d'esprit ».
L'acceptation par le public est la raison pour laquelle la législation eugéniste est votée aux États-Unis. Près de 19 millions de personnes visitent l'exposition internationale de Panama-Pacific à San Francisco, ouverte pendant 10 mois du 20 février au 4 décembre 1915,,. L'exposition est une foire consacrée à vanter les vertus d'une nation qui progresse rapidement, avec de nouveaux développements en science, en agriculture, dans la fabrication et la technologie. Beaucoup de temps et d'espaces sont consacrés aux développements concernant la santé et la maladie, en particulier les domaines de la médecine tropicale et de l'amélioration de la race (la médecine tropicale étant l'étude combinée de la bactériologie, de la parasitologie et de l'entomologie tandis que l'amélioration raciale concerne la promotion des études eugéniques). Ces domaines étant si étroitement mêlés, il semble relever tous deux du thème principal de la foire, à savoir le progrès de la civilisation. Ainsi, aux yeux du public, ces champs apparemment contradictoires d'études sont tous deux représentés sous les bannières progressistes d'amélioration et sont présentés de telle sorte que cela semble un cours plausible d'action pour améliorer la société américaine.
Après le Connecticut en 1896, de nombreux États américains promulguent des lois relatives au mariage selon des critères eugéniques, interdisant de se marier à quiconque est « épileptique, imbécile ou faible d'esprit ».
Le premier État à adopter un projet de loi de stérilisation obligatoire est le Michigan en 1897, mais le projet de loi ne parvient pas à recueillir suffisamment de voix de législateurs pour être adopté. Huit ans plus tard, les législateurs de l'État de Pennsylvanie votent un projet de loi de stérilisation auquel le gouverneur oppose son veto. L'Indiana devient le premier État à adopter une loi de stérilisation en 1907, suivi de près par l'État de Washington et la Californie en 1909. Les taux de stérilisation à travers le pays sont relativement faibles (la Californie étant la seule exception) jusqu'à l'arrêt Buck v. Bell de la Cour suprême en 1927 qui légitime la stérilisation forcée de patients dans un foyer pour arriérés mentaux en Virginie. Le nombre de stérilisations effectuées chaque année augmente jusqu'à ce qu'une autre décision de la Cour suprême, Skinner v. Oklahoma (en) en 1942, complique la situation juridique en statuant contre la stérilisation des criminels si la clause d'égale protection de la constitution est violée. Autrement dit, si la stérilisation doit être effectuée, ne peuvent en être exempté les criminels en col blanc. L'État de Californie est à l'avant-garde du mouvement eugéniste américain, effectuant environ 20 000 stérilisations ou un tiers des 60 000 réalisés à l'échelle nationale à partir de 1909 jusqu'aux années 1960.
Alors que la Californie pratique le plus grand nombre de stérilisations, le programme d'eugénisme de la Caroline du Nord à l’œuvre de 1933 à 1977, est le plus agressif des 32 États qui ont des programmes eugéniques. Un quotient intellectuel de 70 ou inférieur signifie que la stérilisation est considérée comme appropriée en Caroline du Nord. L'« Eugenics Board of North Carolina (en) » approuve presque toujours les propositions qui lui sont soumises par les conseils locaux de protection sociale. De tous les États, seule la Caroline du Nord donne aux travailleurs sociaux le pouvoir de désigner des personnes pour la stérilisation. « Ici, enfin, existe une méthode de prévention des grossesses non désirées par une méthode acceptable, pratique et peu coûteuse » écrit Wallace Kuralt dans le numéro de mars 1967 du Journal of the N.C. Board of Public Welfare. « Les pauvres acceptent facilement les nouvelles techniques de contrôle des naissances ».

### Restrictions à l'immigration

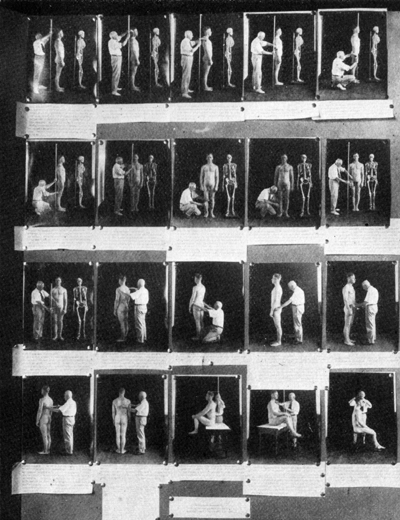
Tableau anthropométrique exposé lors d'une conférence sur l'eugénisme en 1921.

L'« Immigration Restriction League (en) » est la première entité américaine officiellement associée à l'eugénisme. Fondée en 1894 par trois jeunes diplômés de l'université Harvard, la Ligue cherche à interdire à ce qu'elle considère comme des races inférieures d'entrer en Amérique et de diluer ce qu'elle considère comme le stock racial américain supérieur (classe supérieure de gens du Nord d'héritage anglo-saxon). Ses membres estiment que le mélange social et sexuel avec ces races moins évoluées et moins civilisées poserait une menace biologique vis-à-vis de la population américaine. La Ligue fait pression pour que soit mis en place un test de compétences linguistiques (en) pour les immigrants, fondé sur la conviction que les taux d'alphabétisation sont faibles parmi les « races inférieures ». Les lois relatives au test d'alphabétisation se voient opposer leur veto par les présidents en 1897, 1913 et 1915. Finalement, le deuxième veto du président Wilson est rejeté par le Congrès en 1917. Parmi les membres de la Ligue figurent Abbott Lawrence Lowell, président de l'université Harvard, William De Witt Hyde, président du Bowdoin College, James T. Young, directeur de la Wharton School et David Starr Jordan, président de l'université Stanford.
La Ligue fait alliance avec l'« American Breeder’s Association » pour gagner de l'influence et poursuivre ses objectifs et en 1909, crée un Comité sur l'eugénisme présidé par David Starr Jordan avec Charles Davenport, Alexander Graham Bell, Vernon Kellogg, Luther Burbank, William Ernest Castle, Adolf Meyer, H. J. Webber et Friedrich Woods comme membres. Le comité de législation sur l'immigration de l'ABA, formé en 1911 et dirigé par le fondateur de la Ligue Prescott F. Hall, formalise les relations déjà solides de la commission avec l'« Immigration Restriction League ». Elle fonde également l'« Eugenics Record Office », dirigé par Harry H. Laughlin. Dans leur déclaration de mission, ils écrivent :

« La société doit se protéger ; de même qu'elle prétend au droit de priver le meurtrier de sa vie, elle peut également anéantir le serpent hideux d'un protoplasme désespérément vicieux. C'est en cela qu'une législation appropriée aidera l'eugénisme et à la création d'une société plus saine à l'avenir. »

De l'argent de la fortune de Harriman est également donné à des organismes de bienfaisance locaux afin de trouver des immigrants issus de groupes ethniques spécifiques et de les expulser, de les confiner ou de les contraindre à la stérilisation.
Avec le vote de la loi d'immigration de 1924, les eugénistes - pour la première fois - jouent un rôle important dans un débat au Congrès en tant que conseillers experts sur la menace que posent les « stocks inférieurs » d'Europe orientale et méridionale. La nouvelle loi, inspirée par la croyance eugénique dans la supériorité raciale du « vieux stock » des Américains blancs en tant que membres de la « race nordique » (une forme de suprémacisme blanc), renforce la position des lois existantes qui interdisent les mélanges raciaux. Des considérations eugénistes se trouvent aussi derrière l'adoption des lois contre l'inceste dans la plupart des États-Unis et sont utilisées pour justifier de nombreuses lois anti-métissage.
Stephen Jay Gould affirme que les restrictions sur l'immigration adoptées aux États-Unis durant les années 1920 (et révisées en 1965 avec l'Immigration and Nationality Act) sont motivées par les objectifs de l'eugénisme. Au début du XXe siècle, les États-Unis et le Canada commencent à recevoir un bien plus grand nombre d'immigrants d'Europe du Sud et de l'Est. D'influents eugénistes comme Lothrop Stoddard et Harry H. Laughlin (en) (nommé en 1920 au titre de témoin expert pour le Comité de la Chambre sur l'immigration et la naturalisation) présente des arguments selon lesquels ils pollueront le pool génétique national si leur nombre n'est pas limité. Il a été soutenu que cela a poussé le Canada et les États-Unis à adopter des lois créant une hiérarchie des nationalités, les évaluant des peuples les plus désirables (Anglo-Saxons et Nordiques) aux immigrants chinois et japonais qui sont presque totalement interdits d'entrée dans le pays,.

### Individus inaptes contre aptes
Tant la classe que la race entrent en ligne de compte dans la définition par les eugéniques des « aptes » et des « inaptes ». En utilisant les tests d'intelligence, les eugénistes américains affirment que la mobilité sociale est révélatrice de la condition physique génétique d'un individu. Cette approche réaffirme l'existence des classes sociales et des hiérarchies raciales et explique pourquoi la classe moyenne à supérieure est à prédominance blanche. Le statut de classe moyen à supérieur est un marqueur des « souches supérieures ». En revanche, les eugénistes croient que la pauvreté est une caractéristique d'infériorité génétique, ce qui signifie que ceux qui sont jugés « inaptes » sont essentiellement issus des classes inférieures.
Parce que le statut de classe désigne certains comme plus « aptes » que d'autres, les eugénistes traitent différemment les femmes des classes supérieures et inférieures. Les eugénistes positifs qui favorisent la procréation parmi les plus forts dans la société, encouragent les femmes de la classe moyenne à porter plus d'enfants. Entre 1900 et 1960, les eugénistes en appellent aux femmes blanches de la classe moyenne à devenir plus « esprit de famille » et à aider à l'amélioration de la race. À cette fin, les eugénistes refusent souvent aux femmes des classes moyennes et supérieures la possibilité de la stérilisation et l'accès au contrôle des naissances.
Comme la pauvreté est associée à la prostitution et à l'« idiotie », les femmes des classes inférieures sont les premières à être jugées « inaptes » et de « promiscuité ». Ces femmes, qui sont majoritairement des immigrantes ou des femmes de couleur, sont découragées à avoir des enfants et encouragées à utiliser le contrôle des naissances.

### Stérilisation contrainte
En 1907, l'Indiana adopte la première loi au monde de stérilisation contrainte fondée sur des prémisses eugénistes. Trente États américains vont bientôt suivre son exemple,. Bien que la loi est annulée par la Cour suprême de l'Indiana (en) en 1921, la Cour suprême des États-Unis par son arrêt Buck v. Bell,
confirme la constitutionnalité de la loi de stérilisation de Virginie de 1924 (en), autorisant la stérilisation contrainte des patients des établissements psychiatriques de l'État en 1927.
Certains états stérilisent les « imbéciles » pendant la plus grande partie du XXe siècle. Bien que la stérilisation obligatoire soit maintenant considérée comme une infraction aux droits de l'homme, l'arrêt Buck c. Bell n'a jamais été annulé et la Virginie n'a pas abrogé sa loi de stérilisation avant 1974. La plus importante période de stérilisation eugéniste se situe entre 1907 et 1963 quand plus de 64 000 personnes ont été stérilisées de force en vertu des lois eugéniques aux États-Unis. À partir de 1930, on observe une augmentation constante du pourcentage de femmes stérilisées et dans quelques États, seules les jeunes femmes sont stérilisées. De 1930 à 1960, beaucoup plus de stérilisations sont réalisées sur les femmes en institutions spécialisées que sur les hommes. En 1961, 61 pour cent du total des 62 162 stérilisations eugéniques aux États-Unis sont pratiquées sur des femmes. Un rapport favorable sur les résultats de la stérilisation en Californie, l'État pratiquant - de loin - la plupart des stérilisations, est publié sous forme de livre par le biologiste Paul Popenoe (en) et largement cité par le gouvernement nazi comme preuve que les programmes de stérilisation à grande échelle sont réalisables et humains,.
Hommes et femmes sont obligatoirement stérilisés pour des raisons différentes. Les hommes sont stérilisés pour traiter leur agressivité et éliminer leur comportement criminel tandis que les femmes le sont pour contrôler les conséquences de leur sexualité. Puisque les femmes portent les enfants, les eugénistes les tiennent plus responsables que les hommes de la reproduction des membres les moins « désirables » de la société. Les eugénistes ciblent donc essentiellement les femmes dans leurs efforts pour réguler le taux de natalité afin de « protéger » la santé de la race blanche et de déraciner les éléments « défectueux » de la société.
En 1937, un sondage du magazine Fortune indique que les 2/3 des interrogées sont en faveur de la stérilisation eugénique des « débiles mentaux », 63% soutiennent la stérilisation des criminels et seulement 15% s'opposent aux deux propositions.
Au cours des années 1970, plusieurs groupes militants et de défense des droits des femmes découvrent que plusieurs médecins pratiquent des stérilisations forcées sur différents groupes ethniques spécifiques de la société. Toutes constituent des abus sur des femmes pauvres, non blanches ou mentalement retardés alors qu'aucun abus contre des femmes blanches ou de la classe moyenne n'a été enregistré. Bien que les stérilisations ne sont pas explicitement motivées par l'eugénisme, elles n'en sont pas moins semblables à l'eugénisme parce qu'elles ont été faites sans le consentement des intéressées.
En 1972 par exemple, le comité de témoignage du Sénat des États-Unis met en lumière qu'au moins 2 000 stérilisations involontaires ont été pratiquées sur les femmes noires pauvres sans leur consentement ou connaissance. Une enquête révèle que les interventions chirurgicales ont toutes été effectuées dans le Sud et ont toutes été pratiquées sur des mères noires avec plusieurs enfants dépendantes des services sociaux. Des témoignages révèlent que bon nombre de ces femmes ont été menacées d'une fin de leurs prestations d'aide sociale jusqu'à ce qu'elles consentent à la stérilisation. Ces interventions chirurgicales sont des cas d'abus de stérilisation, terme appliqué à toute stérilisation effectuée sans le consentement ou en connaissance de cause de la personne concernée ou dont le bénéficiaire est l'objet de pression afin qu'il accepte l'intervention.
Parce que les fonds utilisés pour effectuer ces actes proviennent de l'« Equal Employment Opportunity Commission (en) », l'abus de stérilisation soulève des soupçons anciens, surtout parmi la communauté noire, que « les programmes fédéraux soutiennent les eugénistes qui veulent imposer leurs vues relatives à la qualité de la population sur les minorités et les femmes pauvres ».
Les Amérindiennes sont également victimes de stérilisation contrainte jusque dans les années 1970. L’organisation WARN (« Women of All Red Nations (en)» ) fait savoir que des Amérindiennes ont été menacées d'un refus de leurs prestations d'aide social, si elles avaient plus d'enfants. L'« Indian Health Service » refuse également à plusieurs reprises d'accoucher des Amérindiennes jusqu'à ce que les mères, dans la phase de travail, consentent à la stérilisation. Beaucoup d'Amérindiennes, sans le savoir ont donné leur consentement puisque les informations ne leur ont pas été données dans leur langue maternelle. Selon le « General Accounting Office» , environ 3 406 Amérindiennes ont été stérilisées. Le « General Accounting Office » indique que le Service de santé des Indiens n'a pas suivi les règlements nécessaires et que les « formulaires de consentement éclairé n'ont pas respecté les normes établies par le Département de la Santé et des Services sociaux des États-Unis (HEW) ».

### Programmes d'euthanasie
L'une des méthodes couramment suggérée pour se débarrasser des populations « inférieures » est l'euthanasie. Un rapport de 1931 de l'Institut Carnegie (en) mentionne l'euthanasie comme une des « solutions » qu'il préconise au problème du nettoyage de la société de ses attributs génétiques impropres. La méthode la plus couramment proposée consiste à mettre en place des chambres à gaz locales. Cependant, beaucoup dans le mouvement eugénique ne croient pas que les Américains sont prêts à mettre en œuvre un programme d'euthanasie à grande échelle, aussi de nombreux médecins doivent-ils trouver des moyens astucieux de mettre en œuvre subtilement l'euthanasie eugénique dans divers établissements médicaux. Une institution mentale à Lincoln (Illinois) par exemple, alimentent ses patients entrants de lait infecté par la tuberculose (en raisonnant que les individus génétiquement « aptes » seront résistants), avec pour conséquence des taux de mortalité annuels de 30-40%. D'autres médecins pratiquent l'euthanasie par le biais de différentes formes de négligence mortelle.
Dans les années 1930, on observe une vague de représentations d'« euthanasie eugéniques par pitié » dans les films, les journaux et les magazines américains. En 1931, l'Association de médecine homéopathique de l'Illinois commence à faire pression pour le droit à euthanasier les « imbéciles » et autres déficients. La Société d'euthanasie d'Amérique est fondée en 1938.
Globalement cependant, l'euthanasie est marginalisée aux États-Unis, motivant les responsables à se tourner vers les programmes de ségrégation et de stérilisation forcée comme moyen d’empêcher les « inapte » de se reproduire.

### Concours du meilleur bébé
Mary DeGormo, une ancienne institutrice, est la première personne à combiner les idées sur les normes de santé et d'intelligence avec des compétitions dans les foires d’État sous la forme de concours du « meilleur bébé ». Elle organise le premier de ces concours, le « concours de bébé scientifique » pour la foire d'État de Louisiane à Shreveport en 1908. Elle considère ces concours comme une contribution au mouvement d'« efficacité sociale » qui prône la normalisation de tous les aspects de la vie américaine comme moyen d'accroître l'efficacité. DeGarmo est secondée par le pédiatre Jacob Bodenheimer qui l'aide à élaborer des feuilles de classement pour les concurrents, feuilles qui combinent des mesures physiques avec des mesures normalisées de l'intelligence. Le score est basé sur un système de déduction, en ce que chaque enfant commence à 1000 points puis accumule des points lorsqu'il obtient des mesures en dessous d'une moyenne déterminée. L'enfant avec le plus de points (et le moins d'erreurs) est idéal.
Le thème de la normalisation par le jugement scientifique est un sujet très grave aux yeux de la communauté scientifique mais qui a souvent été minimisé comme simple effet de mode ou tendance populaire. Néanmoins, beaucoup de temps, d'efforts et d'argent ont été investis dans ces concours et leur soutien scientifique, qui pouvaient influencer les idées culturelles ainsi que les pratiques des collectivités locales et de l’État.
La National Association for the Advancement of Colored People promeut l'eugénisme en organisant des concours du « meilleur bébé » et les recettes alimentent sa campagne anti-lynchage.

### Meilleure famille pour l'avenir
Apparus en 1920 à la Kansas Free Fair, les Fitter Family competitions se perpétuent jusqu'à la Seconde Guerre mondiale. Mary T. Watts et Florence Brown Sherbon, les deux initiatrices des concours du « meilleur bébé » dans l'Iowa, reprennent l'idée d'eugénisme positif pour les bébés et la combinent avec un concept déterministe de la biologie pour organiser les Fitter Family competitions.
Il existe plusieurs catégories selon lesquelles les familles sont jugées : importance de la famille, attrait général et santé de la famille, tous éléments qui contribuent à déterminer la probabilité d'avoir des enfants en bonne santé. Ces compétitions sont tout simplement une continuation des concours du « meilleur bébé » qui mettent en valeur certaines qualités physiques et mentales. On croit à l'époque que certaines qualités comportementales sont héritées des parents. Cela conduit à l'ajout de plusieurs critères dont la générosité, l'abnégation et la qualité des liens familiaux. Par ailleurs, quelques aspects négatifs sont jugés : l'égoïsme, la jalousie, la méfiance, la susceptibilité et la cruauté. La débilité mentale, l'alcoolisme et la paralysie sont quelques-unes des autres caractéristiques incluses comme traits physiques devant être pris en compte en examinant la lignée familiale.
Médecins et spécialistes de la communauté offrent leur temps pour juger ces concours, à l'origine parrainés par la Croix-Rouge. Les gagnants de ces compétitions reçoivent une médaille de bronze ainsi que des coupes de champion appelées « Médailles Capper ». Les coupes sont nommées d'après le gouverneur et sénateur de l'époque, Arthur Capper (en) et il les remet aux « individus de rang A ».
Les avantages qu'entraîne la participation aux concours sont que les compétitions fournissent un moyen pour les familles d'obtenir un bilan de santé gratuit par un médecin ainsi qu'un peu de la fierté et du prestige qu'implique le fait de gagner des compétitions.
En 1925, l'« Eugenics Records Office » distribue des formulaires normalisés pour juger les familles eugéniquement « aptes », formulaires utilisés lors de concours dans plusieurs États américains.

### Influence sur l'Allemagne nazie
Après l'établissement du mouvement eugéniste aux États-Unis, il se répand en Allemagne. Les eugénistes californiens (en) commencent alors à produire de la littérature promouvant l'eugénisme et la stérilisation qu'ils communiquent aux scientifiques et professionnels allemands de la santé. En 1933, la Californie a soumis plus de personnes à la stérilisation contrainte que tous les autres États américains combinés. Le programme de stérilisation contrainte conçu par les nazis est en partie inspiré par celui de la Californie.
La Fondation Rockefeller permet de développer et de financer divers programmes eugéniques allemands, dont celui pour lequel travaille Josef Mengele avant qu'il aille à Auschwitz,.
À son retour d'Allemagne en 1934, où plus de 5 000 personnes par mois sont stérilisées de force, le chef des eugénistes de Californie, C. M. Goethe, se vante auprès d'un collègue :

« Vous serez peut-être intéressé d'apprendre que votre travail a joué un rôle puissant dans la formation des opinions du groupe d'intellectuels qui sont derrière Hitler dans ce programme qui fera date. Partout, je sentais que leurs opinions ont été considérablement stimulées par la pensée américaine... Je veux que vous, mon cher ami, portiez cette pensée avec vous pour le reste de votre vie, que vous avez vraiment poussé à l'action un grand gouvernement de 60 millions de personnes »

Le chercheur eugéniste Harry H. Laughlin (en) se vante souvent que son modèle de lois de stérilisation eugéniste a été mis en œuvre par les lois d’hygiène raciale de 1935 de Nuremberg. En 1936, Laughlin est invité à une cérémonie de remise de prix à l'université de Heidelberg en Allemagne (prévue pour l'anniversaire de la purge par Hitler en 1934 des juifs de la faculté de Heidelberg), pour recevoir un doctorat honorifique pour son travail sur la « science du nettoyage ethnique ». En raison de contraintes financières, Laughlin n'est pas en mesure d'assister à la cérémonie et doit récupérer son prix auprès de l'Institut Rockefeller. Par la suite, il partage fièrement le prix avec ses collègues en remarquant qu'il sentait que la récompense symbolisait la « compréhension commune des scientifiques allemands et américains de la nature de l'eugénisme ».
Après 1945 cependant, les historiens commencent à tenter de dépeindre le mouvement eugénique américain comme distinct et éloigné de l'eugénisme nazi. Jon Entine écrit qu'eugénisme signifie simplement « bons gènes » et qu'utiliser le terme comme synonyme de génocide est une « trop commune distorsion de l'histoire sociale de la politique de la génétique aux États-Unis ». Selon Entine, l'eugénisme s'est développé à partir de l'ère progressiste ce qui n'est pas le cas de « la solution finale cinglée d'Hitler ».

## Lectures complémentaires
- Allen, Garland E., Scientific controversies : case studies in the resolution and closure of disputes in science and technology, Cambridge University Press, 1987, 169–202 p. (ISBN 978-0-521-27560-6, lire en ligne), « The role of experts in scientific controversy »
- Barkan, Elazar, The Retreat of Scientific Racism : Changing Concepts of Race in Britain and the United States Between the World Wars, Cambridge University Press, 1993, 381 p. (ISBN 978-0-521-45875-7, lire en ligne)
- (en) The Oxford Handbook of the History of Eugenics, New York, Oxford University Press, 2010, 586 p. (ISBN 978-0-19-537314-1, lire en ligne)
- Bauman, Zygmunt, Modernity and the Holocaust, Cornell University Press, 2000, 267 p. (ISBN 978-0-8014-8719-4, lire en ligne)
- Black, Edwin, War Against the Weak : Eugenics and America's Campaign to Create a Master Race, Thunder's Mouth Press, 2004, 550 p. (ISBN 978-1-56858-321-1, lire en ligne)
- Evolution and Eugenics in American Literature and Culture, 1880-1940 : Essays on Ideological Conflict and Complicity, Bucknell University Press, 2003, 285 p. (ISBN 978-0-8387-5555-6, lire en ligne)
- Currell, Susan, Popular eugenics : national efficiency and American mass culture in the 1930s, Ohio University Press, 2006 (ISBN 978-0-8214-1692-1, lire en ligne)
- Dowbiggin, Ian Robert, Keeping America Sane : Psychiatry and Eugenics in the United States and Canada, 1880-1940, Cornell University Press, 1997, 245 p. (ISBN 978-0-8014-8398-1, lire en ligne)
- Gould, Stephen Jay, The Mismeasure of Man, W.W. Norton & Company, 1996, 2nd, revised éd. (ISBN 978-0-393-31425-0, lire en ligne)
- Haller, Mark H., Eugenics : Hereditarian Attitudes in American Thought, Rutgers University Press, 1963 (lire en ligne)
- Hansen, Randall and King, Desmond (eds.), Sterilized by the State: Eugenics, Race, and the Population Scare in Twentieth-Century North America. New York: Cambridge University Press.
- Hasian, Marouf Arif, The rhetoric of eugenics in Anglo-American thought, University of Georgia Press, 1996, 265 p. (ISBN 978-0-8203-1771-7, lire en ligne)
- Kline, Wendy, Building a Better Race : Gender, Sexuality, and Eugenics from the Turn of the Century to the Baby Boom, University of California Press, 2005, 218 p. (ISBN 978-0-520-24674-4, lire en ligne)
- Kohn, Marek, The Race Gallery : The Return of Racial Science, Londres, Jonathan Cape, 1995
- Larson, Edward J., Sex, Race, and Science : Eugenics in the Deep South, JHU Press, 1996, 264 p. (ISBN 978-0-8018-5511-5, lire en ligne)
- Lusane, Clarence, Hitler's black victims : the historical experiences of Afro-Germans, European Blacks, Africans, and African Americans in the Nazi era, Psychology Press, 2002, 312 p. (ISBN 978-0-415-93295-0, lire en ligne)
- Maxwell, Anne, Picture Imperfect : Photography and Eugenics, 1870-1940, Sussex Academic Press, 2010, 286 p. (ISBN 978-1-84519-415-4, lire en ligne)
- McCann, Carole Ruth, Birth control politics in the United States, 1916-1945, Cornell University Press, 1999, 242 p. (ISBN 978-0-8014-8612-8, lire en ligne)
- Mendelsohn, Everett, « The Eugenic Temptation: When ethics lag behind technology », Harvard Magazine,‎ mars-avril 2000 (lire en ligne)
- Rafter, Nicole Hahn, White Trash : The Eugenic Family Studies, 1877-1919, Northeastern University Press, 1988 (ISBN 978-1-55553-030-3, lire en ligne)
- Reilly, Philip R., The Surgical Solution : A History of Involuntary Sterilization in the United States, Johns Hopkins University Press, 1991 (ISBN 978-0-8018-4096-8, lire en ligne)
- Rosen, Christine, Preaching Eugenics : Religious Leaders and the American Eugenics Movement, Oxford University Press, 2004, 286 p. (ISBN 978-0-19-515679-9, lire en ligne)
- Ross, Loretta, Routledge International Encyclopedia of Women : Education : Health to Hypertension, vol. Vol. 2, Psychology Press, 2000 (ISBN 978-0-415-92089-6, lire en ligne), « Eugenics: African-American Case Study--Eugenics and Family Planning », p. 638
- Smith, J. David., The Eugenic Assault on America : Scenes in Red, White and Black, George Mason University Press, 1993, 114 p. (ISBN 978-0-913969-53-3, lire en ligne)
- Spiro, Jonathan P., Defending the Master Race : Conservation, Eugenics, and the Legacy of Madison Grant, University of Vermont Press, 2009 (ISBN 978-1-58465-715-6, lire en ligne)
- (en) Tucker, William H., The funding of Scientific Racism : Wickliffe Draper and the Pioneer Fund, Urbana, University of Illinois Press, 2007, 286 p. (ISBN 978-0-252-07463-9, présentation en ligne)
- (en) Edward J. Larson, Evolution : The Remarkable History of a Scientific Theory, New York, Modern Library, 2004 (ISBN 0-679-64288-9, OCLC 53483597, LCCN 2003064888)

## Source de la traduction
- (en) Cet article est partiellement ou en totalité issu de l’article de Wikipédia en anglais intitulé « Eugenics in the United States » (voir la liste des auteurs).